# Pichina Hernández
María Esther Dell Era de Hernández, conocida como Pichina Hernández (Dolores, 28 de agosto de 1921-Mar del Plata, 7 de diciembre de 2017), fue una estudiosa argentina, protectora, difusora y maestra de las danzas nativas, el folclore y las tradiciones argentinas, en particular las relativas a la región de Mar del Plata.
Su enorme legado la consolidó como emblema de la danza tradicional argentina y por esta razón fue homenajeada por el Municipio de General Pueyrredón, que declaró el día de su nacimiento como "Día Municipal de las danzas folclóricas argentinas".

Institúyese en el ámbito del Partido de General Pueyrredon el 28 de agosto de cada año como el "Día Municipal de las Danzas Folclóricas Argentinas", en reconocimiento y homenaje a la señora María Esther "Pichina" Dell Era de Hernández, quien fuera directora de la Agrupación Tradicionalista "El Ceibo".
Honorable Consejo Deliberante de General Pueyrredón - O-18744 - 14 de noviembre de 2019

## Agrupación tradicionalista "El Ceibo"
Esta agrupación de danzas folklóricas fue fundada en casa de "Pichina" Hernández el 25 de mayo de 1953, y con la ayuda de su hija Azucena, la dirigió casi hasta su fallecimiento.

## Reconocimientos
- Fue declarada "Ciudadana Ilustre" de la ciudad de Mar del Plata.[3]